# Élections législatives portugaises de 2015
Les élections législatives portugaises de 2015 (en portugais : Eleições legislativas portuguesas de 2015) se tiennent le 4 octobre 2015, afin d'élire les 230 députés de la XIIIe législature de l'Assemblée de la République.
Le président du Parti social-démocrate et Premier ministre sortant, Pedro Passos Coelho, chef de la coalition de centre droit, espère conserver la direction du gouvernement constitutionnel après ces élections. Son principal concurrent pour le poste de Premier ministre est le chef du Parti socialiste, António Costa. En dépit de l'impossibilité de Coelho de rassembler une majorité de députés derrière sa candidature, il est reconduit dans ses fonctions par le président de la République à la tête d'un gouvernement minoritaire. Il est renversé moins d'un mois plus tard par une motion de censure et Costa est nommé Premier ministre avec le soutien du Bloc de gauche et de la Coalition démocratique unitaire.

## Contexte

### Quatre années de rigueur

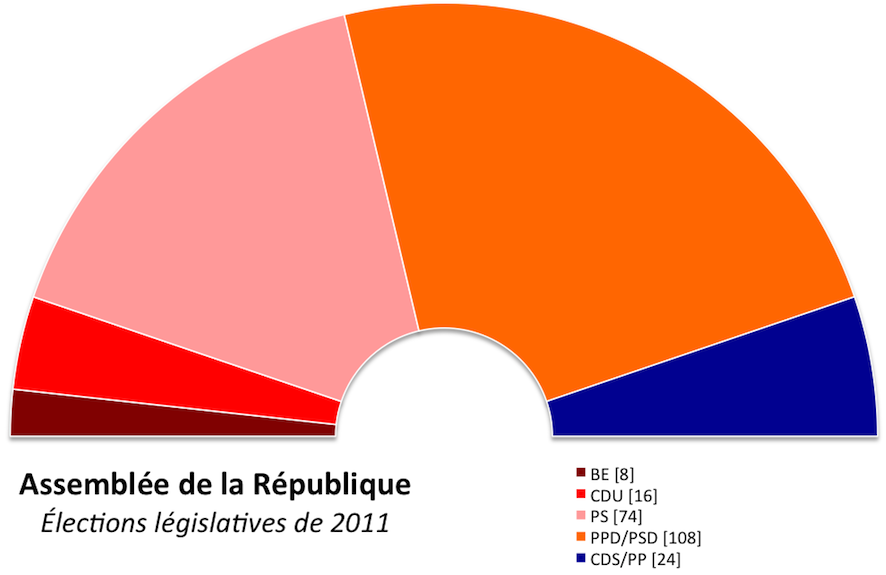
Composition de l'Assemblée sortante, élue en 2011.

Le 5 juin 2011, le Parti social-démocrate (PPD/PSD) dirigé par Pedro Passos Coelho remportait largement les élections législatives anticipées convoquées par le président de la République portugaise Aníbal Cavaco Silva après la chute du gouvernement socialiste dirigé par le Premier ministre sortant José Sócrates ; celui-ci avait alors décidé, après cet échec, de mettre un terme à sa carrière politique.
Avec un peu plus de 38,6 % des voix, le PPD/PSD compte 108 députés à l'Assemblée de la République, le Parlement monocaméral du Portugal, contre seulement 74 sièges pour le Parti socialiste (PS). Après un accord de coalition avec le Parti populaire (CDS/PP), fort de ses 24 mandats à l'Assemblée, Pedro Passos Coelho parvient à former un gouvernement de onze ministres, comme il l'avait promis au cours de sa campagne. Ce gouvernement, approuvé par le président Cavaco Silva, est alors appuyé par une majorité de 132 députés sur 230 à l'Assemblée de la République.
Ce gouvernement de centre droit s'inscrit dans la continuité de la politique de rigueur entamée par le précédent cabinet socialiste, sous la pression des créanciers du Portugal : les privatisations sont engagées, les salaires sont diminués, les cotisations sociales et les impôts sont augmentés et le nombre de fonctionnaires est significativement réduit. De même, la décentralisation de domaines relevant de la compétence de l'État comme l'enseignement est favorisée. Ces mesures prônées par le gouvernement Passos Coelho, qui les présente comme nécessaires, coûtent cependant à la population, durement mise à contribution du fait de la crise économique et sociale vécue par le pays. Ces mesures commencent néanmoins à porter leurs fruits et participent à la reprise économique (une partie des prêts du FMI ont été remboursés, les exportations repartent à la hausse, ainsi que la consommation, les investissements et la croissance, tandis que le chômage baisse - 13,5 % contre 16,4 % en 2013, à son apogée -. Enfin, le Portugal a connu en 2014 son premier excédent commercial depuis 1993). La situation des classes moyennes, durement touchées par la crise, le fait qu'un quart des Portugais soient toujours sous le seuil de pauvreté, le lourd endettement des entreprises et la dette publique à 127 % du PIB montrent pourtant un bilan en demi-teinte.
Ces élections législatives précèdent, en outre, l'élection présidentielle de 2016 qui devra désigner le successeur du chef de l'État sortant, Cavaco Silva ne pouvant solliciter un nouveau quinquennat après deux mandats consécutifs.

## Conditions générales

### Modalités du scrutin
L'Assemblée de la République (Assembleia da República) se compose de 230 députés, dont le mandat dure quatre ans. Les parlementaires sont élus dans vingt-deux circonscriptions, qui correspondent aux dix-huit districts du Portugal, aux deux régions autonomes que sont les Açores et Madère, et à deux circonscriptions ad hoc pour les expatriés, selon un scrutin proportionnel avec répartition suivant la méthode d'Hondt. Chaque circonscription compte au moins deux députés, celle du district de Lisbonne en comptant pour sa part quarante-sept, le nombre maximum actuel.

### Fixation de la date des élections
Le président de la République Aníbal Cavaco Silva, dont le mandat se terminera quelques mois plus tard en 2016, a décidé de convoquer ces élections législatives pour le 4 octobre 2015, en vertu de la Constitution. Conformément à la loi fondamentale, le chef de l'État, avant de prendre sa décision, avait consulté le gouvernement, l'ensemble des partis représentés au Parlement puis le Conseil d'État, qu'il préside. Durant une allocution télévisée relative à la convocation de ce scrutin, le président Cavaco Silva a insisté sur « l'importance de ces élections », rappelant les exigences des créanciers internationaux du pays,.

### Répartition des circonscriptions
Le tableau suivant présente les circonscriptions représentées à l'Assemblée de la République par au moins un député.
| Circonscription  | Députés |
| ---------------- | ------- |
| Aveiro           | 16      |
| Beja             | 3       |
| Braga            | 19      |
| Bragance         | 3       |
| Castelo Branco   | 4       |
| Coimbra          | 9       |
| Évora            | 3       |
| Faro             | 9       |
| Guarda           | 4       |
| Leiria           | 10      |
| Lisbonne         | 47      |
| Portalegre       | 2       |
| Porto            | 39      |
| Santarém         | 9       |
| Setúbal          | 18      |
| Viana do Castelo | 6       |
| Vila Real        | 5       |
| Viseu            | 9       |
| Açores           | 5       |
| Madère           | 6       |
| Europe           | 2       |
| Hors d'Europe    | 2       |
| Total            | 230     |

## Campagne

### Principaux partis et dirigeants
| Parti | Parti | Chef de file                           | Résultats en 2011                                            |
| ----- | --- | -------------------------------------- | ------------------------------------------------------------ |
|       | Portugal en avant - Parti social-démocrate Partido Social Democrata - CDS – Parti populaire Partido Popular | Pedro Passos Coelho (Premier ministre) | - 38,66 % des voix 108 députés - 11,71 % des voix 24 députés |
|       | Parti socialiste Partido Socialista                                                                         | António Costa                          | 28,04 % des voix 74 députés                                  |
|       | Coalition démocratique unitaire Coligação Democrática Unitária                                              | Jerónimo de Sousa                      | 7,90 % % des voix 16 députés                                 |
|       | Bloc de gauche Bloco de Esquerda                                                                            | Catarina Martins                       | 5,17 % des voix 8 députés                                    |

### Forces en présence

#### Portugal en avant

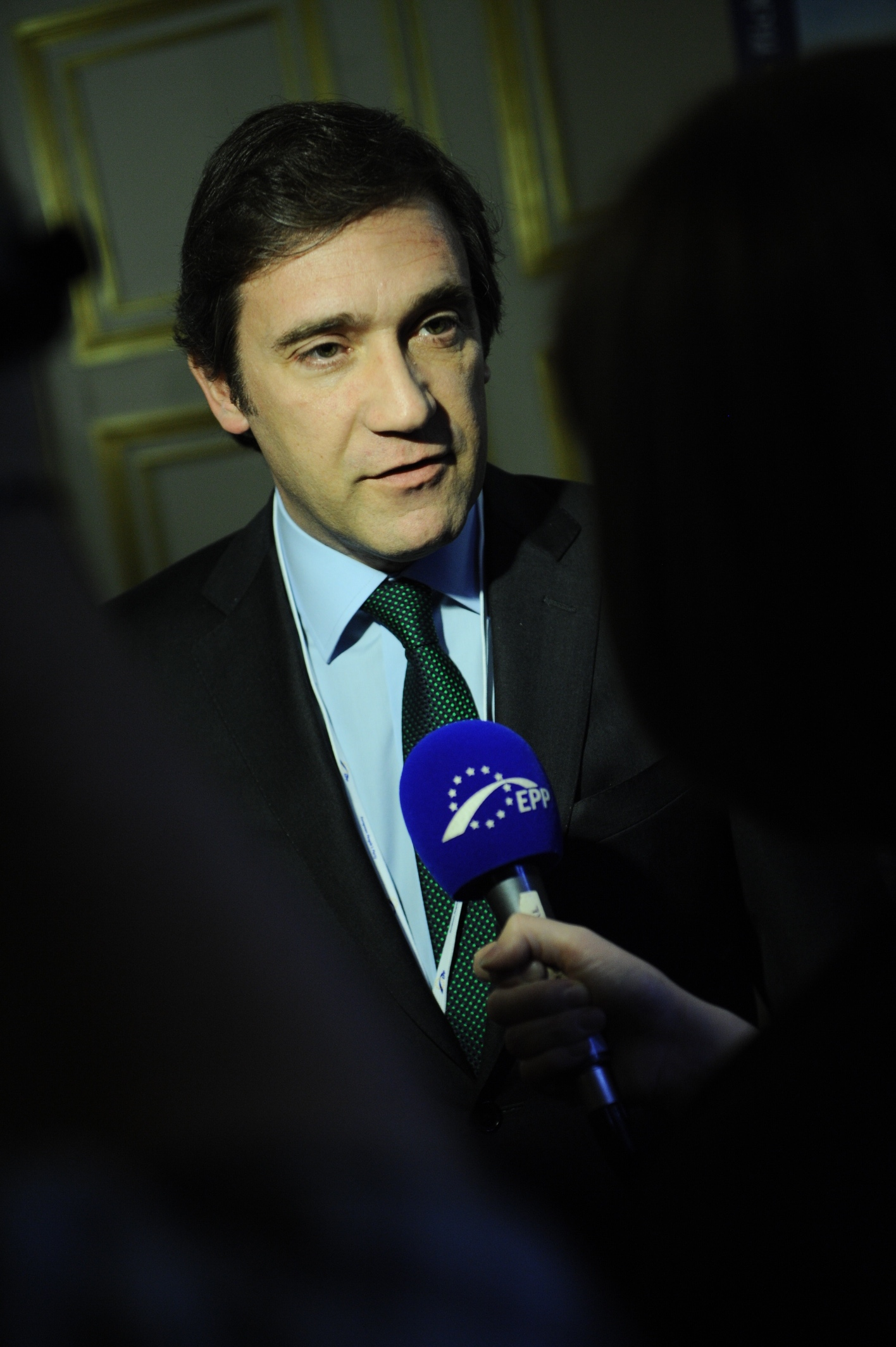
Le Premier ministre sortant, Pedro Passos Coelho

Portugal en avant (Portugal à Frente) est une coalition de centre droit liant le Parti social-démocrate (PPD/PSD) et le Parti populaire (CDS-PP). Ces deux partis constituent le gouvernement sortant, investi par une majorité de 132 députés sur 230 issue des élections législatives du 5 juin 2011.
Cette coalition a été fondée pour unir les forces des deux partis membres du gouvernement à l'occasion des élections européennes du 25 mai 2014, mais cette union des forces de droite a été devancée par le Parti socialiste (PS), arrivé en tête de ce scrutin avec 31,5 % des voix contre 27,7 % pour le Portugal en avant.
Au pouvoir depuis 2011, le PPD/PSD et le CDS-PP sont liés par un contrat de coalition dans lequel sont présentés les objectifs du gouvernement qu'ils forment, conformément à leurs promesses de campagne pour le précédent scrutin parlementaire : parmi ces priorités figurent la réforme de la loi électorale, la réduction des dépenses publiques, le non-remplacement de 80 % des fonctionnaires partant à la retraite, l'introduction d'une plus large flexibilité dans le marché du travail, l'accompagnement des PME exportant, la décentralisation de certaines fonctions de l'État relative à l'enseignement et la simplification des structures administratives. Si toutes ces promesses n'ont pas été tenues, le gouvernement de Pedro Passos Coelho, chef du Parti social-démocrate et Premier ministre, a bel et bien mené une politique de rigueur, poursuivant les premiers efforts engagés par le précédent cabinet, alors dirigé par le socialiste José Sócrates. Ainsi, durant cette XIIe législature, les salaires ont diminué, les pensions de retraite et les amortisseurs sociaux ont été largement réduits tandis que les cotisations sociales et les impôts ont été progressivement accrus.
Cette politique a mécontenté une grande partie de la population portugaise, laquelle a manifesté régulièrement, dans la rue, sa réprobation pour cette politique de rigueur et la diminution des salaires ; de même, l'opposition socialiste a refusé de soutenir cette politique, la jugeant profondément injuste et de toute manière insuffisante pour juguler les effets de la crise économique et sociale. Néanmoins, les effets de cette politique ont fini par faire sortir, en 2014, le Portugal du plan d'aide international qu'il avait sollicité quelques années plus tôt,,.
Les sondages et diverses enquêtes d'opinions notent que longtemps durant, le PPD/PSD seul ne pouvait obtenir la majorité absolue des sièges à l'Assemblée à l'issue des prochaines élections, d'autant plus que le PS le devançaient largement d'après ces mêmes enquêtes. Progressivement, le parti a gagné du terrain, Passos Coelho étant même présenté comme étant le plus compétent pour le poste de Premier ministre, au détriment du chef du Parti socialiste, António Costa.

#### Parti socialiste

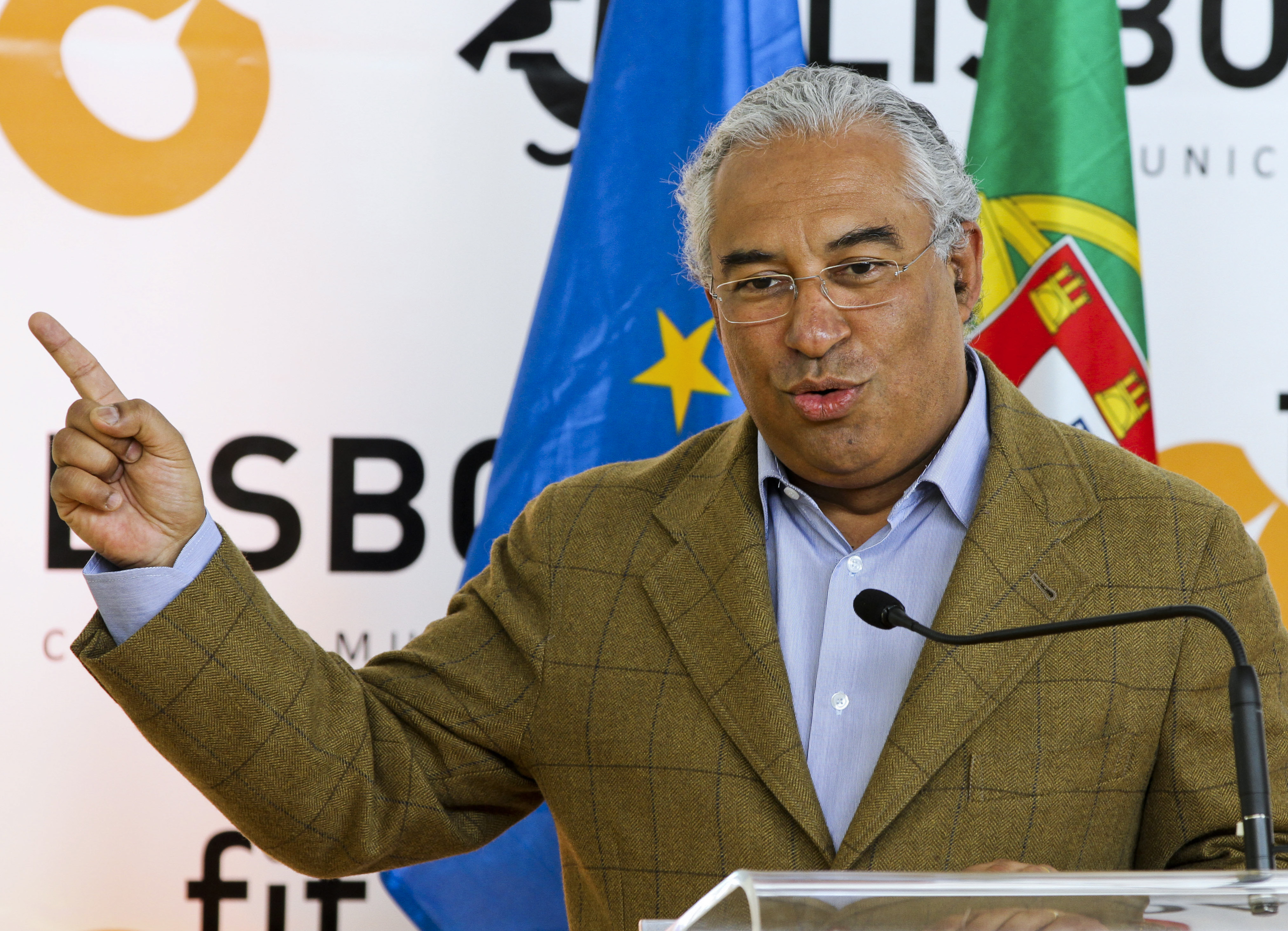
Le secrétaire général du Parti socialiste, António Costa

Le 5 juin 2011, le Parti socialiste (PS) a perdu les élections législatives, après deux législatures passées au gouvernement. Avec 28,04 % des voix, il obtenait d'ailleurs le pire résultat de son histoire. Aussitôt, son chef, José Sócrates, avait annoncé sa démission, qui devait intervenir quelques semaines plus tard. L'ancien ministre António José Seguro avait alors été désigné secrétaire général du Parti socialiste face au député européen Francisco Assis. Deux ans plus tard, José Seguro avait été largement réélu à la direction nationale du parti, mais contesté par une part importante des cadres du mouvement, jugeant qu'il n'était pas en mesure de diriger un gouvernement dans l'hypothèse d'une victoire aux prochaines élections législatives et déçue de leur faible performance aux élections européennes, une primaire avait été décidée pour que soit désigné le chef de file du Parti pour le poste de Premier ministre.
Le 28 septembre 2014, le maire de Lisbonne, António Costa, est amplement désigné par 67,7 % des militants ayant voté pour conduire la campagne du Parti socialiste pour les élections législatives de l'an suivant. Avocat de profession, plusieurs fois ministre et proche du respecté António Guterres, le nouveau dirigeant du Parti socialiste a par la suite été formellement désigné secrétaire général du PS lors d'un congrès extraordinaire, le 23 novembre 2014. Soucieux de se consacrer entièrement à la prochaine campagne électorale, Costa s'est démis de son mandat municipal à Lisbonne le 6 avril 2015.
À partir de 2012, le Parti socialiste était régulièrement donné vainqueur des prochaines élections d'après les sondages, bien que la majorité absolue pouvait lui manquer. Cette avance sur le centre droit fut néanmoins atteinte lorsque l'ancien Premier ministre et secrétaire général du PS, José Sócrates fut soupçonné de fraude fiscale et de blanchiment d'argent, puis inculpé et incarcéré pour ces mêmes faits, au mois de novembre 2014.
Chef du principal parti d'opposition, António Costa n'a pas manqué de critiquer régulièrement la politique de rigueur mise en œuvre par le gouvernement de Pedro Passos Coelho, reprochant au Premier ministre cette « austérité » surtout payée par les plus modestes. Il cherche par ailleurs à séduire le plus large électorat de gauche possible, notamment en saluant la victoire, le 25 janvier 2015, du parti de gauche radicale SYRIZA aux élections législatives grecques du mois de janvier 2015, avant de modérer son propos et de désapprouver certaines mesures préconisées par le chef de ce parti, Aléxis Tsípras.
Alors que les sondages ne donnent qu'une relative avance de la coalition de centre droit « Portugal en avant », António Costa, interrogé sur la probabilité d'un gouvernement d'unité nationale soutenu par un parlement sans majorité, a répliqué que cette situation, peu envisageable, ne serait acceptable que s'agissant d'un cas particulièrement problématique pour le pays.

## Résultats

### Voix et sièges
|                                             |                                                                  |                                                                  |           |       |       |               |               |  |  |  |  |  |  |  |
| Parti                                       | Parti                                                            | Parti                                                            | Voix      | %     | +/-   | Sièges        | +/-           |  |  |  |  |  |  |  |
|                                             |                                                                  | Parti social-démocrate (PPD/PSD)                                 | 1 993 504 | 38,29 | 11,59 | 84            | 17            |  |  |  |  |  |  |  |
|                                             | CDS – Parti populaire (CDS-PP)                                   | 18                                                               | 1 993 504 | 38,29 | 11,59 | 5             |               |  |  |  |  |  |  |  |
|                                             | Parti social-démocrate (PPD/PSD)                                 | 80 841                                                           | 1,55      | 0,53  | 5     | 2             |               |  |  |  |  |  |  |  |
|                                             | CDS – Parti populaire (CDS-PP)                                   | 7 496                                                            | 0,14      | 0,21  | 0     | 1             |               |  |  |  |  |  |  |  |
| Total Portugal en avant (PàF)               | Total Portugal en avant (PàF)                                    | 2 081 841                                                        | 39,99     | 12,53 | 107   | 25            |               |  |  |  |  |  |  |  |
|                                             | Parti socialiste (PS)                                            | Parti socialiste (PS)                                            | 1 747 730 | 33,57 | 4,33  | 86            | 12            |  |  |  |  |  |  |  |
|                                             | Bloc de gauche (BE)                                              | Bloc de gauche (BE)                                              | 550 945   | 10,58 | 5,19  | 19            | 11            |  |  |  |  |  |  |  |
|                                             |                                                                  | Parti communiste portugais (PCP)                                 | 445 901   | 8,56  | 0,33  | 15            | 1             |  |  |  |  |  |  |  |
|                                             | Parti écologiste « Les Verts » (PEV)                             | 2                                                                | 445 901   | 8,56  | 0,33  | en stagnation |               |  |  |  |  |  |  |  |
| Total Coalition démocratique unitaire (CDU) | Total Coalition démocratique unitaire (CDU)                      | 17                                                               | 445 901   | 8,56  | 0,33  | 1             |               |  |  |  |  |  |  |  |
|                                             | Personnes–Animaux–Nature (PAN)                                   | Personnes–Animaux–Nature (PAN)                                   | 75 170    | 1,44  | 0,36  | 1             | 1             |  |  |  |  |  |  |  |
|                                             | Parti démocratique républicain (PDR)                             | Parti démocratique républicain (PDR)                             | 61 920    | 1,19  | Nv.   | 0             | en stagnation |  |  |  |  |  |  |  |
|                                             | Parti communiste des travailleurs portugais (PCTP)               | Parti communiste des travailleurs portugais (PCTP)               | 60 045    | 1,15  | 0,02  | 0             | en stagnation |  |  |  |  |  |  |  |
|                                             | LIBRE (L)                                                        | LIBRE (L)                                                        | 39 330    | 0,75  | Nv.   | 0             | en stagnation |  |  |  |  |  |  |  |
|                                             | Parti national rénovateur (PNR)                                  | Parti national rénovateur (PNR)                                  | 27 286    | 0,52  | 0,19  | 0             | en stagnation |  |  |  |  |  |  |  |
|                                             | Parti de la Terre (MPT)                                          | Parti de la Terre (MPT)                                          | 22 627    | 0,43  | 0,01  | 0             | en stagnation |  |  |  |  |  |  |  |
|                                             |                                                                  | AGIR (PTP-MAS)                                                   | 20 793    | 0,40  | 0,14  | 0             | en stagnation |  |  |  |  |  |  |  |
|                                             | Parti travailliste portugais (PTP)                               | 1 744                                                            | 0,03      | 0,03  | 0     | en stagnation |               |  |  |  |  |  |  |  |
| Total AGIR-PTP                              | Total AGIR-PTP                                                   | 22 537                                                           | 0,43      | 0,12  | 0     | en stagnation |               |  |  |  |  |  |  |  |
|                                             | Nous, citoyens ! (NC)                                            | Nous, citoyens ! (NC)                                            | 21 382    | 0,41  | Nv.   | 0             | en stagnation |  |  |  |  |  |  |  |
|                                             | Parti populaire monarchiste (PPM)                                | Parti populaire monarchiste (PPM)                                | 14 916    | 0,29  | 0,02  | 0             | en stagnation |  |  |  |  |  |  |  |
|                                             | Ensemble pour le peuple (JPP)                                    | Ensemble pour le peuple (JPP)                                    | 14 275    | 0,27  | Nv.   | 0             | en stagnation |  |  |  |  |  |  |  |
|                                             | Parti uni des retraités (PURP)                                   | Parti uni des retraités (PURP)                                   | 13 899    | 0,27  | Nv.   | 0             | en stagnation |  |  |  |  |  |  |  |
|                                             | Alliance des Açores (AA) (CDS/PP-PPM)                            | Alliance des Açores (AA) (CDS/PP-PPM)                            | 3 624     | 0,07  | 0,14  | 0             | en stagnation |  |  |  |  |  |  |  |
|                                             | Parti de la citoyenneté et de la démocratie chrétienne (PPV/CDC) | Parti de la citoyenneté et de la démocratie chrétienne (PPV/CDC) | 2 685     | 0,05  | 0,10  | 0             | en stagnation |  |  |  |  |  |  |  |
|                                             |                                                                  |                                                                  |           |       |       |               |               |  |  |  |  |  |  |  |
| Suffrages exprimés                          | Suffrages exprimés                                               | Suffrages exprimés                                               | 5 206 113 | 96,26 |       |               |               |  |  |  |  |  |  |  |
| Votes blancs                                | Votes blancs                                                     | Votes blancs                                                     | 112 955   | 2,09  |       |               |               |  |  |  |  |  |  |  |
| Votes nuls                                  | Votes nuls                                                       | Votes nuls                                                       | 89 024    | 1,65  |       |               |               |  |  |  |  |  |  |  |
| Total                                       | Total                                                            | Total                                                            | 5 408 092 | 100   | -     | 230           | en stagnation |  |  |  |  |  |  |  |
| Abstention                                  | Abstention                                                       | Abstention                                                       | 4 276 830 | 44,16 |       |               |               |  |  |  |  |  |  |  |
| Inscrits/Participation                      | Inscrits/Participation                                           | Inscrits/Participation                                           | 9 684 922 | 55,84 |       |               |               |  |  |  |  |  |  |  |

### Résultats par districts

#### Résumé
| Circonscription  | PàF-PSD | PàF-PSD | PS    | PS   | BE    | BE   | CDU   | CDU  | PAN  | PAN  | Autres | Total Sièges | Total Sièges |
| ---------------- | ------- | ------- | ----- | ---- | ----- | ---- | ----- | ---- | ---- | ---- | ------ | ------------ | ------------ |
| Circonscription  |         |         |       |      |       |      |       |      |      |      | Autres | Total Sièges | Total Sièges |
| Circonscription  | %       | Élus    | %     | Élus | %     | Élus | %     | Élus | %    | Élus | %      | Total Sièges | Total Sièges |
| Aveiro           | 50,17   | 10      | 29,08 | 5    | 10,00 | 1    | 4,54  | —    | 1,03 | —    | 5,20   | 16           |              |
| Beja             | 20,77   | 1       | 38,52 | 1    | 8,47  | —    | 25,78 | 1    | 0,83 | —    | 5,62   | 3            |              |
| Braga            | 47,29   | 10      | 32,00 | 7    | 9,12  | 1    | 5,38  | 1    | 0,80 | —    | 5,39   | 19           |              |
| Bragance         | 51,42   | 2       | 35,21 | 1    | 5,78  | —    | 3,19  | —    | 0,57 | —    | 3,81   | 3            |              |
| Castelo Branco   | 36,82   | 2       | 40,52 | 2    | 10,45 | —    | 6,29  | —    | 0,86 | —    | 5,06   | 4            |              |
| Coimbra          | 38,85   | 4       | 36,86 | 4    | 10,33 | 1    | 7,34  | —    | 1,03 | —    | 5,57   | 9            |              |
| Évora            | 24,53   | 1       | 38,77 | 1    | 8,90  | —    | 22,59 | 1    | 0,88 | —    | 4,32   | 3            |              |
| Faro             | 32,73   | 3       | 34,08 | 4    | 14,70 | 1    | 9,03  | 1    | 2,06 | —    | 7,38   | 9            |              |
| Guarda           | 47,66   | 2       | 35,26 | 2    | 7,75  | —    | 4,13  | —    | 0,90 | —    | 4,29   | 4            |              |
| Leiria           | 50,89   | 6       | 26,09 | 3    | 10,17 | 1    | 5,35  | —    | 1,28 | —    | 6,19   | 10           |              |
| Lisbonne         | 35,90   | 18      | 34,72 | 18   | 11,27 | 5    | 10,19 | 5    | 2,03 | 1    | 5,89   | 47           |              |
| Portalegre       | 28,61   | 1       | 43,94 | 1    | 9,51  | —    | 12,61 | —    | 0,82 | —    | 4,51   | 2            |              |
| Porto            | 41,00   | 17      | 33,89 | 14   | 11,53 | 5    | 7,08  | 3    | 1,65 | —    | 4,83   | 39           |              |
| Santarém         | 37,32   | 4       | 34,26 | 3    | 11,21 | 1    | 10,05 | 1    | 1,25 | —    | 5,92   | 9            |              |
| Setúbal          | 23,32   | 5       | 35,49 | 7    | 13,49 | 2    | 19,38 | 4    | 1,99 | —    | 6,33   | 18           |              |
| Viana do Castelo | 47,52   | 4       | 31,11 | 2    | 8,31  | —    | 5,46  | —    | 0,88 | —    | 6,72   | 6            |              |
| Vila Real        | 52,88   | 3       | 34,27 | 2    | 5,35  | —    | 3,07  | —    | 0,62 | —    | 3,80   | 5            |              |
| Viseu            | 53,25   | 6       | 30,92 | 3    | 7,01  | —    | 3,65  | —    | 0,71 | —    | 4,45   | 9            |              |
| Açores           | 37,90   | 2       | 42,47 | 3    | 8,24  | —    | 2,61  | —    | 0,92 | —    | 7,85   | 5            |              |
| Madère           | 39,14   | 3       | 21,75 | 2    | 11,11 | 1    | 3,71  | —    | 1,81 | —    | 22,47  | 6            |              |
| Europe           | 44,33   | 1       | 33,89 | 1    | 6,52  | —    | 6,73  | —    | 1,06 | —    | 7,45   | 2            |              |
| Hors d'Europe    | 54,65   | 2       | 12,23 | —    | 1,75  | —    | 1,66  | —    | 2,00 | —    | 27,70  | 2            |              |
|                  |         |         |       |      |       |      |       |      |      |      |        |              |              |
| Total            | 39,99   | 107     | 33,57 | 86   | 10,58 | 19   | 8,56  | 17   | 1,44 | 1    | 5,97   | 230          |              |

## Conséquences
Le Parti socialiste, le Bloc de gauche et la Coalition démocratique unitaire ont entamé des négociations pour former un gouvernement et empêcher la coalition de droite de former un nouveau gouvernement. Aucune coalition de partis de gauche n'a dirigé le gouvernement depuis que la Constitution de 1976 est entrée en vigueur,.
Néanmoins, le 23 octobre, le président de la République, charge le Premier ministre sortant de former un nouveau gouvernement. Il justifie son refus de charger la coalition de gauche de former un gouvernement, allant ainsi à l'encontre des résultats du scrutin, par le fait que « l'observation des engagements internationaux est décisif et cruciale pour le financement de notre économie et la croissance de l'emploi. Hors de l'euro, le futur du Portugal sera catastrophique ».
Celui-ci présente son nouveau gouvernement le 27 en dépit de son absence de majorité parlementaire.
Le 6 novembre, soit quelques jours avant la présentation du nouveau gouvernement devant le Parlement, les partis de gauche annoncent avoir conclu un accord en vue de diriger le pays.
Le 10 novembre, la motion de rejet du programme du gouvernement minoritaire de Pedro Passos Coelho est adoptée par le Parlement par 123 voix contre 107.
Réticent à accepter qu'une coalition des gauches dirige le pays, le président de la République Aníbal Cavaco Silva demande, le 23 novembre 2015, six garanties au chef du Parti socialiste António Costa avant de le nommer Premier ministre. Par celles-ci, il s'engage à poser une question de confiance au parlement, à adopter un budget pour 2016, à « prendre des initiatives pour remplir les engagements découlant de la participation du Portugal à la zone euro », à demeurer dans l'OTAN, à assurer la stabilité du système financier et à garantir le rôle du Conseil de concertation sociale (Conselho Permanente de Concertação Social). Le président de la République tente ainsi une nouvelle fois de provoquer une tension au sein de la gauche pour provoquer une cassure au sein de l'alliance.
Le 24 novembre 2015, le président de la République Aníbal Cavaco Silva nomme António Costa Premier ministre malgré son opinion critique envers une alliance « incohérente », selon lui, entre le PS, proeuropéen, et ses partenaires plus critiques à l'égard des institutions européennes.